# Katonai egyesületek a Római Birodalomban
A Római Birodalomban mind a kiszolgált, mind a még tényleges szolgálatban álló katonáknak voltak bizonyos egyesületeik. Ezek a következőek voltak:
1. Collegia veteranorum. Marius reformja egy olyan osztályt teremtett, amely a katonáskodást hivatásszerűen űzte, tehát ebből élt meg. Az e hivatást választó személyek jórészt vagyontalanok voltak, tehát leszerelésük után is gondoskodni kellett róluk. Ennek a gondoskodásnak legáltalánosabb módja a közismert földosztás volt, de a gondoskodásnak volt más módja is. Augustus az örökségek 5%-os illetékének felhasználásával katonai nyugdíjalapot létesített, amelyből a kiszolgált katonák számára vagy földet vásároltak, vagy ha erre nem tartottak igényt, végkielégítés formájában, készpénzben adták ki. Ennek összege a praetorianusoknál 5000, a legionariusoknál 3000 denarius volt. Ez utóbbit Caligula a felére szállította le, s csak Caracalla uralkodása után kapták ismét az eredeti összeget.
Ezen összegen kívül más is a kiszolgált katona rendelkezésére állt, nevezetesen minden katonától, minden zsoldfizetéskor levonták a zsold felét, amelyet a signifer kezelése és felügyelete alatt álló pénztárban (follis) helyeztek el és őriztek meg. Hasonlóképp jártak el a rendkívüli alkalmakkor kapott ajándékokkal is. A végkielégítésből vásárolt vagy végkielégítésül kiutalt földeken letelepített katonaság rendesen együtt maradt tovább, és collegia veteranorumot alkotott. Ezek rendesen temetkezési egyesületek is egyúttal. Az egyesületen belül a tagok megtartották egykori katonai rendfokozatukat.
2. A tényleges szolgálatban álló katonáknak sokáig megtiltották az egyesületalkotást. Nem is igen volt erre szükség, hisz esetleges halálukkor a fentebb leírt módon összegyűlt összeg bőven fedezte kiadásaikat, sőt az örököseiknek is jutott. Hadrianus az altiszteket feloldotta a tilalom alól, és megengedte, hogy egyfajta segítő egyesületet alapítsanak, amelynek neve collegium, vagy schola volt. Legjellemzőbb példa erre a legio III. Augusta altisztjeinek egyesülete Lambaesisben, amelynek szabályai szerint minden tag megállapított tagsági díjat – scamnarium – fizetett. Az így befolyt összegből minden tag egy előre megállapított támogatást nyert: ha tengeren túlra helyezték át, útiköltséget, ha veteránokká lettek, éves díjat, ha előléptették, felszerelési költséget, ha állásukat elvesztették, segélyt. A pénztár neve arca volt, annak kezelője a quaestor.